# 西宁冷蕨
西宁冷蕨（学名：Cystopteris kansuana）为蹄盖蕨科冷蕨属下的一个种。

## 扩展阅读
維基物種上的相關：西宁冷蕨